# 利沃尼亞 (紐約州村)
利沃尼亞（英語：Livonia）是位於美國紐約州利文斯頓縣的村。

## 人口
根據2020年美國人口普查的數據，利沃尼亞的面積為2.62平方千米，皆為陸地。當地共有人口1472人，而人口密度為每平方千米562人。